# العلاقات الإسرائيلية الإيطالية
تشير العلاقات الإسرائيلية الإيطالية إلى العلاقات الخارجية بين دولة إسرائيل والجمهورية الإيطالية. اعترفت إيطاليا بإسرائيل في 8 فبراير عام 1949 بعد إصدار وثيقة إعلان قيام دولة إسرائيل في 14 مايو عام 1948 من قبل دافيد بن غوريون، الرئيس التنفيذي للمنظمة الصهيونية العالمية، ورئيس الوكالة اليهودية في فلسطين، والذي كان سيصبح أول رئيس وزراء لإسرائيل. تملك إيطاليا سفارة في تل أبيب، وقنصليتان عامتان في القدس الغربية والقدس الشرقية، وأربع قنصليات فخرية في بئر السبع وإيلات وحيفا والناصرة. سيرجيو باربانتي هو السفير الإيطالي في إسرائيل منذ عام 2021. تملك إسرائيل سفارة في روما، ويُدعى السفير الإسرائيلي الحالي درور إيدار. كان أول سفير إيطالي في إسرائيل كارلو غاسباريني منذ عام 1949. بقي فرانشيسكو ماريا تالو سفيرًا حتى عام 2017، وخلفه جانلويجي بينيديتي ولاحقًا سيرجيو باربانتي. يُعد كلا البلدين عضوين في الاتحاد من أجل المتوسط.

## مقارنة بين البلدين
هذه مقارنة عامة ومرجعية للدولتين:
| وجه المقارنة                                              | الصهاينة                                                            | إيطاليا                                                  |
| --------------------------------------------------------- | ------------------------------------------------------------------- | -------------------------------------------------------- |
| المساحة (كم2)                                             | 20.77 ألف                                                           | 301.34 ألف                                               |
| عدد السكان (نسمة)                                         | 8.89 مليون                                                          | 60.60 مليون                                              |
| الكثافة السكانية (ن./كم²)                                 | 428.02                                                              | 201.1                                                    |
| العاصمة                                                   | لا يوجد                                                             | روما، فلورنسا، تورينو                                    |
| اللغة الرسمية                                             | اللغة العبرية، اللغة العربية                                        | اللغة الإيطالية                                          |
| العملة                                                    | شيكل إسرائيلي جديد، شيكل إسرائيلي قديم، جنيه فلسطيني، جنيه إسرائيلي | يورو، ليرة إيطالية                                       |
| الناتج المحلي الإجمالي (بليون دولار)                      | 350.85 مليار                                                        | 1.93 تريليون                                             |
| الناتج المحلي الإجمالي (تعادل القوة الشرائية) بليون دولار | 306.51 مليار                                                        | 2.26 تريليون                                             |
| الناتج المحلي الإجمالي الاسمي للفرد دولار أمريكي          | 35.73 ألف                                                           | 29.96 ألف                                                |
| الناتج المحلي الإجمالي للفرد دولار أمريكي                 | 36.58 ألف                                                           | 35.46 ألف                                                |
| مؤشر التنمية البشرية                                      | 0.899                                                               | 0.873                                                    |
| رمز المكالمات الدولي                                      | +972                                                                | +39                                                      |
| رمز الإنترنت                                              | .il                                                                 | .it                                                      |
| المنطقة الزمنية                                           | توقيت إسرائيل، Israel Summer Time ‏                                  | توقيت وسط أوروبا، ت ع م+01:00، ت ع م+02:00، أوروبا/روما ‏ |

## التاريخ

### السكان اليهود في إيطاليا
بلغ عدد السكان اليهود في إيطاليا قبل الحرب 58500 (46,500 شخص من الديانة اليهودية و12,000 من الأبناء المرتدين أو غير اليهود من الزيجات المختلطة). تشير التقديرات إلى ترحيل حوالي 10,000 يهودي إيطالي إلى معسكرات الاعتقال والموت، إذ لقى 7,700 منهم مصرعه في الهولوكوست. استطاع ما تبقى منهم على الحفاظ على تميزه طوال العقود التالية، واستمروا في لعب دور مهم في مجالات السياسة والأدب والعلوم والصناعة. كان الكتّاب مثل جورجيو باساني، وناتاليا غينزبرغ وبريمو ليفي من بين الشخصيات البارزة في الثقافة الإيطالية في سنوات ما بعد الحرب.  قُدِّر عدد السكان اليهود الأساسيين في إيطاليا منذ عام 2019 بحوالي 45,000 نسمة.

### الهجرة الإيطالية إلى إسرائيل
واجهت أعداد الجالية اليهودية الإيطالية انخفاضًا طفيفًا ومستمرًا طوال عقود ما بعد الحرب؛ ويرجع ذلك في جزء منه إلى الهجرة إلى إسرائيل أو الولايات المتحدة ومعدلات المواليد المنخفضة والاستيعاب والزواج المختلط، وخاصة في التجمعات الصغيرة في الشمال. نما الإيطاليون في إسرائيل غالبًا بفضل الهجرة خلال القرن العشرين. حدثت عليا (الصعود: أي الهجرة اليهودية إلى أرض الميعاد) على شكل موجات. فرضت الهجرة إلى فلسطين قيودًا قانونية واقتصادية على الهجرة خلال فترة الانتداب البريطاني، ولكنها توقفت مع استقلال دولة إسرائيل وإصدار قانون العودة. وصل العديد من الإتالكيم (اليهود في إيطاليا) بعد القوانين العنصرية الإيطالية التي أصدرتها إيطاليا الفاشية منذ عام 1938 حتى عام 1943 لفرض التمييز العنصري في إيطاليا الموجه ضد اليهود الإيطاليين، وبعد الحرب العالمية الثانية مباشرة، وبعد حرب الأيام الستة في عام 1967. شهدت الهجرة موجة جديدة في السنوات العشر الأولى من القرن العشرين. كان هناك حوالي 15,000 مواطن إيطالي يقيمون في إسرائيل في عام 2012.

### التعاون في مكافحة الإرهاب ومعاداة السامية
ما تزال العلاقات بين إيطاليا وإسرائيل قوية بوجود التبادلات الدبلوماسية المتكررة وحجم التجارة الكبير. تابعت الحكومة الإسرائيلية باهتمام كبير الكفاح ضد الإرهاب الدولي الذي تمارسه الحكومة الإيطالية (في الساحة الأوروبية أيضًا: قرار ريفا دل غاردا لإدراج حركة حماس في القائمة الأوروبية للمنظمات التي تعتبر إرهابية). هاجم الإرهابيون سفينة ركاب إيطالية في عام 1986، وعُرِفت تلك الواقعة باسم اختطاف أكيلي لاورو. اعترفت إيطاليا وإسرائيل بعد ذلك بالتعاون الفعال القائم بالفعل بينهما؛ ووقعتا بحضور وزير الشرطة في دولة إسرائيل ووزير الداخلية في جمهورية إيطاليا على اتفاقية إسرائيل وإيطاليا المتعلقة بمكافحة الإرهاب؛ وتضمنت «إدراك الحاجة إلى تحقيق تنسيق أكثر دقة في تدفق المعلومات وتحليلها، وقمع الإرهاب الدولي، والاتجار غير المشروع بالمخدرات وأشكال أخرى من الجرائم الخطيرة، بما في ذلك الجريمة المنظمة». كانت إسرائيل سعيدة للغاية بالاتفاق، وهو الأول من نوعه مع قوة أوروبية كبيرة.
قُدِّرت أعمال الرئاسة الإيطالية في إطار الأمم المتحدة بشأن قضايا الشرق الأوسط. رحبت إسرائيل أيضًا بالتماسك والحزم في السلوك، وذلك على عكس الحكومة الإيطالية التي أظهرت معاداة السامية في أي شكل تتخذه.

## العلاقات الاقتصادية
تعتبر إسرائيل وإيطاليا حليفتين تجاريتين بسبب قربهما الجغرافي والثقافي. تتعلق التبادلات التجارية والاقتصادية في المقام الأول بالصناعات عالية التقنية والكيماويات، وذلك فضلًا عن المنتجات الغذائية. بلغت قيمة الصادرات الإيطالية لإسرائيل 2,455,58 مليون يورو في عام 2020. صدرت إسرائيل 730.29 مليون يورو إلى إيطاليا في نفس العام. استمر التبادل بين البلدين بالتزايد باطراد حتى بداية عام 2020، ولكنه بدأ في الانخفاض بسبب جائحة فيروس كورونا. يُعتبر البلدان من أقوى تجار السلاح في العالم. كانت إسرائيل واحدة من أهم المشترين لصادرات الأسلحة الإيطالية الإجمالية بين عامي 2014 و2018، وتُعد إيطاليا ثالث أكبر بائع أسلحة لإسرائيل.
تأسست غرفة التجارة الإسرائيلية الإيطالية في عام 1955 كمنظمة غير ربحية. اعترفت بها الحكومة الإيطالية بشكل رسمي في عام 1993، وهي تعزز العلاقات التجارية والدبلوماسية بين الدولتين. وقع البلدان اتفاقية للبحث والتعاون الإنمائي في المجالات الصناعية والعلمية والتكنولوجية في 13 يونيو عام 2000. نُشِرت ضمن هذه الاتفاقية «الدعوة التاسعة عشرة لتقديم مقترحات مشاريع البحث والتطوير الصناعية المشتركة».
أنشأت حكومتا إيطاليا وإسرائيل جنبًا إلى جنب مع حكومات قبرص ومصر واليونان والأردن وفلسطين في 22 سبتمبر عام 2020 منتدى غاز شرق المتوسط كمنظمة إقليمية مشتركة بين الحكومات.

## السياحة
تُعد العلاقات السياحية بين إيطاليا وإسرائيل مكثفة. يزور 400.000 إسرائيلي إيطاليا كل عام بغرض السياحة والأعمال. تمثل إيطاليا الدولة السادسة للزوار الدوليين لإسرائيل (بعد الولايات المتحدة وروسيا وألمانيا وفرنسا والمملكة المتحدة)، إذ وصل 190 ألف شخص إلى إسرائيل في عام 2019، بزيادة قدرها 27% مقارنة بعام 2018 ونمو بنسبة 77% مقارنة بعام 2017 (وهي أعلى زيادة مقارنة بجميع الدول الأخرى). يمكن الوصول إلى إسرائيل بسهولة من المدن الرئيسية في إيطاليا برحلات جوية مباشرة. ذكرت إحصائيات منظمة السياحة العالمية واتحاد النقل الدولي الجوي أن الرحلات الجوية من إيطاليا هي الخامسة من نوعها من بين أكثر الرحلات ازدحامًا (بعد تركيا وألمانيا وفرنسا وروسيا).

## التبادل الثقافي
يزور الإسرائيليون إيطاليا من أجل التعليم، والعمل، والسياحة، والتبادل العلمي والفني بشكل دائم. تُرجِم 105 كتاب لمؤلفين إيطاليين من الإيطالية إلى العبرية في السنوات العشر الماضية. عزز مجتمع إيتالكيم القوي الذي هاجر إلى إسرائيل الروابط الثقافية وعزز الثقافة الإيطالية في البلاد. بدأ المركز الثقافي الإيطالي بالعمل مؤخرًا، ونظم سلسلة من الأنشطة في المركز الثقافي لليهود من أصل ليبي أو من أور يهودا حيث أُطلِقت دورة لتعليم اللغة الإيطالية مؤخرًا.
وقع البلدان اتفاقية ثقافية في روما في 11 نوفمبر عام 1971.
حفزت السفارة الإيطالية والمركز الثقافي الإيطالي مؤخرًا إنشاء جمعية أصدقاء إيطاليا التي تتكون من أكثر من 15,000 شخص. بدأت مفاوضات بشأن البروتوكول الجديد الذي يجري كل ثلاث سنوات (2004-2007) في عام 2004؛ وذلك للاتفاق الثنائي في القطاع الثقافي والذي دخل حيز التنفيذ اعتبارًا من نوفمبر عام 1971. بدأ المركز الثقافي الإيطالي في إسرائيل بالعمل منذ عام 1960، ويتواجد مكتبه الرئيسي في تل أبيب وفرع منفصل في حيفا. تُدرَّس اللغة الإيطالية في مراكز مختلفة في جميع أنحاء البلاد. بلغ العدد الإجمالي للطلاب الذين يدرسون في المراكز الخاضعة للسيطرة المباشرة للمركز الثقافي الإيطالي 1500 طالب في عام 2004، في 150 دورة وبحضور 30 مدرسًا، ويصل الرقم إلى 2500 طالب في حال تضمين دورات جمعية دانتي أليغييري.
نجح التفاوض في الآونة الأخيرة حول إمكانية إدخال تدريس اللغة الإيطالية في مختلف المدارس الثانوية والمعاهد الأكاديمية في إسرائيل. افتتح المركز الثقافي الإيطالي في تل أبيب ثلاث دورات أكاديمية للثقافة واللغة الإيطالية في المركز متعدد التخصصات في هرتسليا في العام الدراسي 2005-2006. تُدرَّس اللغة الإيطالية في أربع جامعات من أصل سبع جامعات في إسرائيل، ويدرس الطلاب الإسرائيليين الطب، والقانون، والعلوم، والسياسة، والعمارة، والفنون في الجامعات الإيطالية.
تأسست في 25 أكتوبر عام 2012 «المؤسسة الإيطالية الإسرائيلية للثقافة والفنون» لتعزيز القيم والأفكار المشتركة بين المجتمعين. يملك البلدين برنامج تعاون للأعوام بين 2020-2023.

## مدن متوأمة
في ما يلي قائمة باتفاقيات التوأمة بين مدن إسرائيلية وإيطالية:
- ترتبط رهط مع مونتيفاركي باتفاقية توأمة.
- ترتبط الناصرة مع فلورنسا باتفاقية توأمة منذ 1992.
- ترتبط عكا مع بيزا باتفاقية توأمة منذ 2015.[34][34][35][36]
- ترتبط حيفا مع تورينو باتفاقية توأمة منذ 1972.[37][37][38][38]
- ترتبط رعنانا مع فيرونا باتفاقية توأمة.
- ترتبط معالوت ترشيحا مع أستي باتفاقية توأمة منذ 6 يوليو 1998.
- ترتبط نتانيا مع كومو باتفاقية توأمة منذ 1980.
- ترتبط بات يام مع ليفورنو باتفاقية توأمة.
- ترتبط تل أبيب مع ميلانو باتفاقية توأمة منذ 1980.[39][39][39][39]
- ترتبط عسقلان مع افيانو باتفاقية توأمة.
- ترتبط يوكنعام مع لوغو باتفاقية توأمة.
- ترتبط نيس زيونا مع ألاتري باتفاقية توأمة منذ 1964.[40]
- ترتبط إيلات مع سورينتو باتفاقية توأمة منذ 2012.[41][42][43][44]
- ترتبط ريشون لتسيون مع تيرامو باتفاقية توأمة منذ 1986.

## منظمات دولية مشتركة
يشترك البلدان في عضوية مجموعة من المنظمات الدولية، منها:
| علم المنظمة | اسم المنظمة                               | تاريخ انضمام إسرائيل | تاريخ انضمام إيطاليا |
| ----------- | ----------------------------------------- | -------------------- | -------------------- |
|             | مؤسسة التنمية الدولية                     | 22 ديسمبر 1960       | 24 سبتمبر 1960       |
|             | منظمة التعاون الاقتصادي والتنمية          | 7 سبتمبر 2010        | 29 مارس 1962         |
|             | الأمم المتحدة                             | 11 مايو 1949         | 14 ديسمبر 1955       |
|             | منظمة التجارة العالمية                    | 21 أبريل 1995        | 1995                 |
|             | منظمة الشرطة الجنائية الدولية             | ?                    | ?                    |
|             | المركز الدولي لتسوية المنازعات الاستشارية | 22 يوليو 1983        | 28 أبريل 1971        |
|             | الاتحاد الدولي للاتصالات                  | 24 يونيو 1948        | 1866                 |
|             | الاتحاد من أجل المتوسط                    | 13 يوليو 2008        | ?                    |
|             | البنك الدولي للإنشاء والتعمير             | 12 يوليو 1954        | 27 مارس 1947         |
|             | الفريق المعني برصد الأرض                  | ?                    | ?                    |
|             | الاتحاد البريدي العالمي                   | ?                    | ?                    |
|             | مؤسسة التمويل الدولية                     | 26 سبتمبر 1956       | 27 ديسمبر 1956       |
|             | سيرن                                      | 6 يناير 2014         | ?                    |
|             | وكالة ضمان الاستثمار متعدد الأطراف        | 21 مايو 1992         | 29 أبريل 1988        |
|             | يونسكو                                    | 16 سبتمبر 1949       | ?                    |

## أعلام
هذه قائمة لبعض الشخصيات التي تربطها علاقات بالبلدين:
- بار رفائيلي (4 يونيو 1985[51] – )
- روبيرتو كولاوتي (لاعب كرة قدم أرجنتيني، 24 مايو 1982 – )
- رولا جبريل (كاتبة ايطالية فلسطينية المولد، 24 أبريل 1973 – )
- مايكل لويس (21 ديسمبر 1987 – )

## وصلات خارجية
- موقع وزارة الخارجية الإسرائيلية
- موقع وزارة الخارجية الإيطالية